# يعقوب بوت
يعقوب بوت (بالإنجليزية: Yaqoob Butt)‏ هو لاعب كرة قدم باكستاني، ولد في 9 سبتمبر 1988 في Herlev ‏ في الدنمارك.

## وصلات خارجية
- يعقوب بوت على موقع الاتحاد الآسيوي (الإنجليزية)
- يعقوب بوت على موقع قاعدة بيانات كرة القدم.إي يو (الإنجليزية)
- يعقوب بوت على موقع ناشيونال فوتبول تيمز (الإنجليزية)
- يعقوب بوت على موقع Soccerway.com (الإنجليزية)